# (4996) Veisberg
(4996) Veisberg (1986 PX5) – planetoida z pasa głównego asteroid okrążająca Słońce w ciągu 4 lat i 24 dni w średniej odległości 2,55 j.a. Została odkryta 11 sierpnia 1986 roku.